# Starez Aréna Vodova
Die Starez Aréna Vodova ist ein Mehrzweckhallen-Sportzentrum im Stadtteil Královo Pole der tschechischen Stadt Brünn. Der Komplex, der sich im Besitz der Stadt Brünn befindet und vom städtischen Unternehmen Starez-sport verwaltet wird, besteht aus drei Multifunktionshallen, die vor allem für Ballsportarten ausgelegt sind, und einem Außenplatz mit Eislaufbahn. Die beiden großen Hallen werden auch für kulturelle oder gesellschaftliche Veranstaltungen genutzt.

## Geschichte
Der Entwurf für die Halle stammt vom Architekten Mojmír Korvas und wurde vom Architekten Jan Kruml weiterentwickelt. Der Bau der kleinen Halle begann 1969 und dauerte mehrere Jahre. Sie wurde im März 1975 eingeweiht, und am 22. März 1975 wurden dort die ersten Volleyball- und Handballspiele ausgetragen.
Im Sommer 1996 begann der Bau einer neuen, größeren Halle, die auf der Nordseite an die ursprüngliche Halle angeschlossen wurde. Die Arbeiten an der großen Halle wurden im Sommer 2001 abgeschlossen. Die Eröffnungsfeier fand am 23. August 2001 statt, als das erste Volleyballspiel ausgetragen wurde.
Im September 2023 wurde auf der Südseite mit dem Bau einer dritten Halle begonnen. Diese Trainingshalle wurde im April 2025 fertiggestellt und bei der Basketball-Europameisterschaft der Damen 2025 als Trainingshalle genutzt.